# بال‌های شجاعت
بال‌های شجاعت یا بال‌های شهامت (به انگلیسی: Wings of Courage) فیلمی محصول سال ۱۹۹۵ و به کارگردانی ژان-ژاک آنو است. در این فیلم بازیگرانی همچون کریگ شفر، تام هولس، الیزابت مک‌گاورن، وال کیلمر و مالی پارکر ایفای نقش کرده‌اند.